# Transdev Trans Val de France
Pour les articles homonymes, voir Val de France.
Le réseau de bus TVF desservait principalement la communauté de communes Plaines et Monts de France et les départements de Seine-et-Marne et de Seine-Saint-Denis. Il est exploité par la société Transdev Île-de-France, filiale du groupe Transdev, basée au no 3, rue de Messy à Charny. Le réseau est formé de huit lignes régulières dont deux appartiennent au réseau de bus Seine-et-Marne Express.

## Historique
Le 1er septembre 2014, la ligne 8 est simplifiée avec la création de la ligne 9 qui reprend la sous-ligne qui reliait la gare de Meaux à la gare de Mitry - Claye. Cette nouvelle ligne est renforcée avec la création de sept courses supplémentaires en semaine et de quatre le samedi. À cette même date, la ligne 18 est renforcée avec l'adaptation de ses horaires à la gare de Mitry - Claye avec l'application de l'offre RER B Nord + : sa fréquence passe de quinze à douze minutes aux heures de pointe en semaine et les derniers départs ont lieu toute l'année vers 22 h. Par ailleurs, pour une meilleure lisibilité, la liaison qui reliait Gare de Mitry - Claye à Claye-Souilly — Bois Fleury est numérotée sous l'indice 12,. La ligne 10, qui reliait la gare de Chelles - Gournay au centre commercial de Claye-Souilly, est également supprimée ce 1er septembre 2014, ses courses étant intégrées à la ligne E du réseau de bus Apolo 7.

### Ouverture à la concurrence
En 2021 et 2022, TVF a exploité la ligne 20 du réseau de bus Seine-et-Marne Express.
Le 1er août 2023, dans le cadre de l’ouverture à la concurrence, les lignes 8, 9, 12, 17, 18 et 19 sont intégrées au réseau de bus Roissy Est et exploitées par Keolis, par le biais d’une filiale créée pour l’occasion.
Concernant la ligne 19 du réseau de bus Seine-et-Marne Express, qui ne doit pas être confondue avec la ligne 19 transférée au réseau Roissy Est, c'est Transdev STBC qui reprend l'exploitation.
En 2024, TVF est transformée en une filiale nommée Transdev 2024 qui se chargera de navettes pour les jeux olympiques d'été de 2024 pour le compte d'Île-de-France Mobilités.

## Exploitation

### Entreprise exploitante
Le 3 mars 2011, le groupe Veolia Transport alors filiale de Veolia, qui gérait le réseau, fusionne avec Transdev pour donner naissance à « Veolia Transdev » qui devient le no 1 privé mondial dans le secteur des transports.
Deux ans plus tard, en mars 2013, le groupe étant endetté de plusieurs millions d'euros, celui-ci adopte le nom de Transdev à la suite du désengagement de Veolia environnement, détenteur de Veolia Transport.